# Yerville
Yerville é uma comuna francesa na região administrativa da Normandia, no departamento de Sena Marítimo. Estende-se por uma área de 10,42 km². Em 2010 a comuna tinha 2 420 habitantes (densidade: 232,2 hab./km²).